# عازة في هواك
عازة في هواك  أغنية سودانية كتب كلماتها ولحنها وقام بأدائها خليل فرح (1894-1932) وتعتبر من الأغاني الوطنية الرائدة في السودان ولاقت رواجا داخل السودان كما غنتها فرق موسيقية اجنبية عديدة مستخدمة مختلف الآلات الموسيقية والإيقاعات.

## خلفية
كان من المتعارف عليه أن عنوان القصيدة عزة يرمز إلى السودان وقد استخدمه خليل فرح للتمويه على الرقابة الاستعمارية البريطانية للحكم الثنائي حتى لا تشك في مغزى القصيدة وطبيعتها السياسية فتقوم بحظربثها على وسائل الإعلام المحدودة آنذاك. لكن هناك من ينسب اسم الأغنية وعنوانها إلى عازة محمد عبد الله وهي زوجة علي عبد اللطيف أحد قادة جمعية اللواء الأبيض والمولودة في أم درمان. ونالت شهرة حيننذاك باعتبارها أول امراة سودانية تشارك في النشاط السياسى المناويء للأستعمار حيث قادت في 9 اغسطس/ آب 1924م مظاهرة تساند طلاب المدرسة الحربية بالخرطوم وعددهم 51 طالباً خرجوا في مظاهرة عسكرية سلمية يدعون فيها للإفراج عن زملائهم أعضاء جمعية اللواء الابيض.

## النص
ألف خليل فرح القصيدة في أواخر عشرينيات القرن الماضى وهو نزيل بمستشفى المواساة بالإسكندرية مصر. وتتكون القصيدة من 15 بيتاَ، أولها يقول:
عازة في هواك
عزة نحن الجبال
وللبخوض صفاك عازة نحن النبال
عازة ما بنوم الليل محــــال
وبحسب النجوم فوق الرحال
 وكتبت كلمات الأغنية باللهجة العربية السودانية.
ويلاحظ أن المغني يستخدم اللفظ «عازة» واحيانا «عزة» للموصوف نفسه وذلك حسب مقتضى الحال الموسيقي تطويلاً أو تقصيراُ. ففي مقدمة المقطع يستخدم اللفظ عازة (تمديداُ بالألف) وفي صدر البيت أو وسط المقطع يستخدم اللفظ عزة (تقصيراً بحذف الألف) بهدف وصله باللفظ اللاحق.

## اللحن
لم يخرج اللحن عن هارموني السلم الخماسي الذي يميز الموسيقى السودانية وجاءت إيقاعاتها قوية وبطيئة في الوقت نفسه مما أكسبها شيئاً من الحزن والضبابية. ومن تجديدات خليل فرح في لحن هذه القصيدة هو الانتقال المقامي واللحني للجملة نفسها، فهو يبتدئ الغناء فيها هادئاً منادياً مناجياً «عزة في هواك.. عزة في هواك». وينتهي بإيقاع الفالس  النمساوي ولحن المارشات العسكرية، مارش ود الشريف. والفالس أصلاً هو إيقاع ثلاثي اشتهر في أوروبا. وهو إيقاع راقص يتباري فيه الراقصون الارستقراطيون ويتحول إلى مهرجان من الفرح والرقص. فتتصاعد نبرات لحن عازة «عازة ما بنوم الليل محال.. وبحسب النجوم فوق الرحال، خلقة الزاد كمل وانا حالي حال»، ثم تنخفض النبرة عند التساؤل: «متين أعود أشوف ظبياتنا الكحال؟». وأدخل خليل فرح الآهات في البناء اللحني ليزيده عمقاً. وقد فسره الكثيرون بأن خليل فرح كان ينعي نفسه جراء المرض بهذه الآهات. وآخرون فسروا الآهات بأنها صدى حسرات لواقع مرير، أو ربما استدعاء للاستماع أو استطراد لتأكيد مهارة المغني، كما هو الحال في الدوبيت والمواويل والأوبرا على سبيل المثال.
واستخدم خليل البيانو بمصاحبة الكمان وهو ما يعتبر تجديداً لأغنية الحقيبة السودانية. ووفقاُ لعلي المك، فأن لحن الأغنية إعادة لإنتاج وتطوير الألحان الشعبية، ويتمثل ذلك المقدمة الموسيقية المستوحاة من تراث غرب السودان.

## الأداء
قام بأداء الأغنية خليل فرح وبعد ذلك توالي الذين قاموا بأدائها من بينهم: جوقة طلاب معهد الموسيقى والمسرح السوداني في عام 1974م 
```
والفنانون السودانيون: 
عبد العزيز محمد داؤود
 
وسيد خليفة
 
وصلاح مصطفى
 
ومحمد الأمين
 
وعقد الجلاد
 
وحمد الريح
 
وأبوعركي البخيت
 
وحسن خليفة العطبراوي
 
ومحمود عبد العزيز
 
وعثمان مصطفى
 
وعثمان حسين
 
ومصطفى سيد أحمد
 
وحمد الريح
. كما قامت بأدائها فرق غنائية من كل من: 
روسيا
 
والصين
 
وإثيوبيا
 
واليابان
 
وفرنسا
. وقام الفنان الاثيوبي 
|تيلاهون قيساسي
 بأدائها 
 باللغة الأمهرية
.
```

## مضمون الأغنية
تهدف الأغنية إلى التأكيد على حب الوطن والزود عنه «عازة في هواك عزة نحن الجبال وبنخوض صفاك نحن النبال». وخليل في هذا المقطع لا يتخلص من الإستعمار فقط، بل هو يثبت حرية السودان وينافح من أجلها كل طارئ يتربص. وتدعو الكلمات إلى النهوض بالوطن «عزة شفتي كيف نهض العيال جددوا القديم تركوا الخيال». وتتحدث بصيغة الماضي مع مطلع العقد السادس من القرن الماضي.

## نماذج لأداء أغنية عازة في هواك
أضغط للاستماع إلى أغنية عازة في هواك بصوت خليل فرح
أضغط للاستماع إلى أغنية عازة في هواك أداء كورال كلية الموسيقى والدراما السودانية
أضغط للاستماع إلى أغنية عازة في هواك أداء فرقة صينية
أضغط للاستماع إلى أغنية عازة في هواك أداء فرقة يابانية
أضغط للاستماع إلى أغنية عازة في هواك باللغة الأمهرية 
أضغط للاستماع إلى أغنية عازة أداء الفرقة الفرنسية 